# Kenedy County
Kenedy County är ett administrativt område i delstaten Texas, USA. År 2010 hade county 416 invånare (2010). Den administrativa huvudorten (county seat) är Sarita.

## Geografi
Enligt United States Census Bureau har countyt en total area på 5 040 km². 3 774 km² av den arean är land och 1 267 km² är vatten.

### Angränsande countyn
- Kleberg County - norr
- Mexikanska golfen - öster
- Willacy County - söder
- Hidalgo County - sydväst
- Brooks County - väster